# Dorothea Kübler
Dorothea Kübler (* 10. Januar 1966 in Tübingen) ist eine deutsche Ökonomin und Professorin für Volkswirtschaftslehre an der Technischen Universität Berlin sowie Direktorin der Abteilung Verhalten auf Märkten am WZB.

## Leben
Dorothea Kübler studierte in Philadelphia und Berlin Volkswirtschaftslehre, Philosophie und Jura in Konstanz mit einem Diplom in Volkswirtschaftslehre von der FU Berlin 1992. Dort absolvierte sie das Graduiertenkolleg für Angewandte Mikroökonomik. Als wissenschaftliche Mitarbeiterin arbeitete sie am Institut für Wirtschaftstheorie I der Humboldt-Universität Berlin bei Professor Wolfstetter, promovierte dort 1997 mit summa cum laude und erlangte ihre Habilitation 2003 ebenda. Dorothea Kübler erhielt internationale Forschungs- und Vortragsaufträge und ist Gutachterin für verschiedene Fachzeitschriften. Sie ist seit 2004 Professorin für Volkswirtschaftslehre an der Technischen Universität Berlin (TU Berlin) und seit 2009 Direktorin der Abteilung Verhalten auf Märkten am Wissenschaftszentrum Berlin für Sozialforschung (WZB), sowie seit 2020 Mitglied im Wissenschaftlichen Beirat des Bundesministeriums für Wirtschaft und Energie. Kübler ist stellvertretende Vorsitzende der Einstein Stiftung Berlin und Vice President Europe der Economic Science Association (ESA). Als Gründungsmitglied vertritt sie das europäische Netzwerks „Matching in Practice“. Dorothea Kübler ist die erste Frau, die auf einen Lehrstuhl für Wirtschaft und Management an der TU Berlin berufen wurde. Kübler ist mit dem Professor für Volkswirtschaftslehre an der Humboldt-Universität zu Berlin Georg von Weizsäcker verheiratet.

## Forschungsschwerpunkte
Küblers Arbeit hat den Schwerpunkt auf der experimentellen Wirtschaftsforschung und untersucht Wirtschaftsmodelle sozialpsychologisch. Sie leitet seit 2005 das Projekt „Strategische Unsicherheit in experimentellen Spielen“ im Sonderforschungsbereich Ökonomisches Risiko der Humboldt-Universität Berlin. Ein weiterer Forschungsbereich ist die Analyse von Matching-Verfahren. Beispielsweise erforscht sie, wie Studierende den Universitäten zugeordnet werden. Diese Forschungsarbeit begann an der Humboldt-Universität und führt sie am WZB fort. Zusammen mit Heike Solga, Direktorin der WZB-Abteilung „Ausbildung und Arbeitsmarkt“, wird sie Zuteilungsmechanismen von Schülern auf Schulen untersuchen. Weitere Forschungsgebiete sind: Spieltheorie, Industrieökonomik und Verhaltensökonomik. Mit experimenteller Wirtschaftsforschung, eine Methode aus der Sozialpsychologie, zeigt Kübler die Funktion der Märkte anhand bestimmter Menschenbilder:

„Der Mensch ist nun mal rational beschränkt, anders, als das Modell des genau berechenbaren ‚Homo oeconomicus' es nahe legt. Das Gedächtnis ist nicht unendlich, der Mensch kann nicht unendlich viele Schritte seines Handelns überblicken."“

Sie wurde mit dem Schader-Preis 2020 der Schader-Stiftung ausgezeichnet. Als Ökonomin hat sie mit wissenschaftlichen Arbeiten zur Etablierung der Verhaltensökonomie als Gesellschaftswissenschaft beigetragen.

## Auszeichnungen
- 2020: Schader-Preis[9]
- 2021: In Würdigung ihrer Leistungen als Wissenschaftlerin und Forscherin wurde ihr anlässlich der Wissensstadt Berlin 2021 im Rahmen der Ausstellung „Berlin – Hauptstadt der Wissenschaftlerinnen“ eine Ausstellungstafel gewidmet.[10][11]
- 2023: Preis der Berlin-Brandenburgische Akademie der Wissenschaften[12]
- 2024: Mitglied der Academia Europaea

## Publikationen (Auswahl)

### Wissenschaftliche Beiträge
- mit Julia Schmidt: Take your time to grow: a field experiment on the hiring of youths in Germany. Wissenschaftszentrum Berlin für Sozialforschung 2015
- mit Marie-Pierre Dargnies, Rustamdjan Hakimov: Self-confidence and unraveling in matching markets. WZB Berlin Social Science Center 2016
- mit Nadja Dwenger und Georg Weizsäcker: Flipping a coin: Evidence from university applications. In: ournal of Public Economics. 2018, (PDF) S. 240–250
- mit Juliana Silva-Goncalves und Philipp Albert: Peer effects of ambition. 2019, (PDF)
- mit Julien Grenet und Yinghua He: Decentralizing Centralized Matching Markets: Implications from Early Offers in University Admissions. In: Journal of Political Economy 2021, (PDF)
- mit Rustamdjan Hakimov und Siqi Pan: Costly information acquisition in centralized matching markets. In: CRC Discussion Paper No. 280 2021, (PDF)
- mit Juliana Silva-Goncalves und Philipp Albert: Peer effects of ambition. 2019, (PDF)